# Dermatilománie
Dermatilománie, známá pod dalšími pojmy také jako akné excoriée či patologické škrábání/strhávání/mačkání kůže se řadí mezi poruchy zvané body-focused repetitive behaviours a projevuje se opakovaným nutkáním škrábat si či jinak poškozovat kůži, často až do takové míry, kdy dochází k drobným i závažnějším poraněním. Podle nejrůznějších výzkumů souvisí dermatilománie s obsedantně kompulzivní poruchou, bývá také přirovnávána k závislosti na návykových látkách. Tuto poruchu lze léčit pomocí behaviorální psychoterapie kombinované s farmakologickou léčbou.

## Klasifikace
Dermatilománie je definována jako opakované nutkavé škrábání, mačkání či například strhávání kůže, což má za následek poškození tkáně a následnou tvorbu jizvy.
Dermatilománie nikdy nebyla klasifikována jako samostatná porucha, ale spadá pod poruchy body-focused repetitive behaviours, kam se řadí také trichotiománie, trichofágie, trichotemnománie, onychofágie, dermatofágie, apod.

## Příznaky
Dotyčný trpící dermatilománií obvykle ještě před samotným škrábáním cítí napětí a neklid. Běžně pociťuje nutkání škrábat si místa na těle, kde zpozoruje (často velmi nepatrný) kožní defekt (pupínek, zčervenání kůže, strup, jizva, apod.). Nejčastěji si pacienti s dermatilománií škrábou kůži na obličeji, poškozována může být ale i kůže na zádech, na hrudi, na břiše, na rukou nebo na nohou. Stejně tak se může objevit opakované strhávání kůžičky kolem nehtů. Příznaky se u jednotlivých pacientů mohou lišit; někteří stráví škrábáním kůže pár minut několikrát za den, u jiných tato činnost může trvat až několik hodin. Nejčastěji si pacienti poškozují kůži vlastními nehty, použity mohou být ale i různé pomocné nástroje jako například pinzeta či jehla.
Nutkání začít si škrábat kůži nejčastěji vyvolává stres nebo pocit, že je kůže plná nečistot. Škrábání kůže může způsobit infekci, poškození tkáně nebo septikémii. Některé záněty mohou být natolik vážné, že je nutno poškozenou kůži transplantovat. Vážné poškození kůže může dokonce způsobit epidurální abscesy či život ohrožující poranění.
Pacienti trpící dermatilománií se často cítí vinni kvůli tomu, co dělají a za své chování se stydí. Navíc se zvyšuje pravděpodobnost, že se dotyčný začne za své činy trestat záměrným sebepoškozováním. Americké studie ukázaly, že 12% pacientů trpících dermatilománií už někdy mělo sebevražedné myšlenky, 11,5 % z nich se o sebevraždu již někdy pokusilo a 15% muselo být hospitalizováno.

## Příčiny
Příčiny dermatilománie mohou být různé, nejčastěji pacient tímto způsobem řeší stres, napětí či rozrušení a škrábe si kůži zcela automaticky. Mnoho pacientů má často nějakou nepříjemnou zkušenost z dětství nebo doprovází poruchu i jiné problémy (např. OCD, fóbie, atd.). Je dosti pravděpodobné, že je tato porucha v mnoha případech dědičná.
Jiní psychologové tvrdí, že škrábání kůže může být také výsledkem dlouhodobě potlačovaného vzteku u dětí příliš přísných rodičů.
Jedinci s diagnostikovanou OCD a dermatilománií tvrdí, že si kůži škrábou za účelem zbavení se všech (ať už reálných či smyšlených) nečistot, zatímco pacienti s dysmorfofobickou poruchou se snaží spíše upravovat a zlepšovat vzhled svých (opět většinou vymyšlených) nedostatků a defektů na těle.

## Léčba
Mezi dva hlavní způsoby léčby patří léčba medikamenty a léčba behaviorální psychoterapií. Jedinci trpící dermatilománií se ovšem často za své chování stydí a ostýchají se požádat o pomoc. Jedna americká studie dokazuje, že pouhých 45% jedinců trpících dermatilománií požádalo o pomoc lékaře a 19% z nich navštívila kvůli svým potížím dermatologa.

## Podobnost s jinými poruchami
Neschopnost udržet pod kontrolou nutkání škrábat si či jinak poškozovat kůži se podobá poruše zvané trichotilománie, kdy dotyční, kteří touto poruchou trpí, nedokážou potlačit nutkání vytrhávat si vlastní vlasy nebo chlupy na těle. Výzkumy zaznamenaly několik podobností mezi dermatilománií a trichotilománií: příznaky jsou rituální, ale obvykle se u těchto jedinců nevyskytují předcházející mánie, nutkavý pocit podněcují podobné situace (stres, úzkost, znudění); v obou případech se dotyčný touto činností uklidňuje a obvykle začíná v podobném věku (nejčastěji v pubertě). Podle statistik se ale dermatilománie na rozdíl od trichotilománie vyskytuje převážně u žen, zatímco v případě trichotilománie je procentuální zastoupení u obou pohlaví téměř vyrovnané.
Podle výzkumů je možné dermatilománii považovat za jeden z druhů obsedantně kompulzivní poruch (OCD). Dermatilománie a obsedantně kompulzivní porucha mají jistou podobnost v tom, že v obou případech rozvíjejí opakující se nutkavé chování, které lze těžko ovládat, a jsou doprovázeny pocitem úzkosti. Američtí psychologové Grant a Odlaugh ale přirovnávají dermatilománii k závislosti na návykových látkách. Argumentují tím, že se dermatilománie od OCD liší v několika ohledech. Oproti OCD totiž trpí dermatilománií více žen než mužů, navíc může navozovat příjemné stavy zatímco OCD ne. Léčba, která se provádí u pacientů s OCD, nebývá u pacientů s dermatilománií příliš úspěšná a dermatilománii navíc nespouští stejné myšlenky jako OCD. Naopak mezi dermatilománií a pacienty trpící závislostí jistou podobnost Odlaugh a Grant zpozorovali:
1. silné nutkání opakovat zlozvyk i přesto, že je pacient obeznámen s jeho negativními účinky,
2. nedostatek sebekontroly, pacient nedokáže říct ne svému problematickému chování,
3. pocit silného nutkání ještě před vykonáním samotné činnosti,
4. pocit úlevy a uvolnění během vykonávání této činnosti.

Podle jedné studie, která podporuje právě Grantovu a Odlaughovu teorii vyšlo najevo, že 79% pacientů opravdu cítí během mačkání/ škrábání kůže úlevu. Odlaugh a Grant vysvětlují, že dermatilománie může vzniknout z několika nejrůznějších příčin, a proto se příznaky dermatilománie u některých pacientů podobají poruše OCD, kdežto u jiných připomínají spíše závislost. Předpokládají ale, že léčba, která se bude snažit odbourat právě závislost, by mohla být v určitých případech úspěšnější než léčba metodou, která je používána u pacientů s OCD.

## Dermatilománie v Česku
V České republice není tato porucha zatím příliš známá a bývá vnímána spíše skepticky jako nezávažný problém či pouhý lehce odbouratelný zlozvyk. Mezi zlozvykem a dermatilománií je totiž mnohdy těžké stanovit hranici. Od zlozvyku ji ale lze rozeznat díky těmto příznakům:
1. Viditelné rány na těle, které se pacient snaží (většinou neúspěšně) zamaskovat oblečením, makeupem, apod.,
2. deprese, kolísání nálady,
3. vyhýbání se společnosti či místům, kde by byl pacient vystaven riziku, že si jeho ran a jizev všimne okolí (např. koupaliště),
4. nekontrolovatelné škrábání kůže během činností, které vyžadují soustředění,
5. nevědomé škrábání kůže během spánku,
6. pacient je schopen škrábáním kůže strávit denně až několik hodin.